# Démographie de la Guadeloupe
La démographie de la Guadeloupe est caractérisée par une densité forte.
Avec ses 383 569 habitants en 2022, le département français de la Guadeloupe se situe en 61e position sur le plan national.
En six ans, de 2015 à 2021, sa population a diminué de près de 13 700 unités, c'est-à-dire de plus ou moins 2 280 personnes par an. Mais cette variation est différenciée selon les 32 communes que comporte le département.
La densité de population de la Guadeloupe, 235,5 habitants par kilomètre carré en 2022, est deux fois supérieure à celle de la France entière qui est de 107,1 hab./km2 pour la même année.

## Évolution démographique
En 2022, le département comptait 383 569 habitants, en évolution de −2,67 % par rapport à 2016 (France hors Mayotte : +2,11 %).
| 1954    | 1961    | 1967    | 1974    | 1982    | 1990    | 1999    | 2006    | 2011    |
| ------- | ------- | ------- | ------- | ------- | ------- | ------- | ------- | ------- |
| 229 120 | 283 223 | 312 724 | 324 530 | 328 400 | 386 987 | 422 496 | 400 736 | 404 635 |

| 2016    | 2021    | 2022    | - | - | - | - | - | - |
| ------- | ------- | ------- | - | - | - | - | - | - |
| 394 110 | 384 315 | 383 569 | - | - | - | - | - | - |

## Population par divisions administratives

### Arrondissements
Le département de la Guadeloupe comporte deux arrondissements. La population se concentre principalement sur l'arrondissement de Pointe-à-Pitre, qui recense 52 % de la population totale du département en 2022, avec une densité de 258,4 hab./km2, contre 48 % pour l'arrondissement de Basse-Terre.
| Arrondissement  | Population(2022) | Variation(2022/2016)                       | Superficie(km2) | Densité(hab./km2) |
| --------------- | ---------------- | ------------------------------------------ | --------------- | ----------------- |
| Pointe-à-Pitre  | 200 047          | en évolution de −2,37 % par rapport à 2016 | 774,1           | 258,4             |
| Basse-Terre     | 183 522          | en évolution de −3,01 % par rapport à 2016 | 854,3           | 214,8             |
| Source : Insee. |                  |                                            |                 |                   |

### Communes de plus de10 000 habitants
Sur les 32 communes que comprend le département de la Guadeloupe, 28 ont en 2021 une population municipale supérieure à 2 000 habitants, 23 ont plus de 5 000 habitants, treize ont plus de 10 000 habitants et trois ont plus de 25 000 habitants : Les Abymes, Baie-Mahault et Le Gosier.
Les évolutions respectives des communes de plus de 10 000 habitants sont présentées dans le tableau ci-après.
| Commune              | Population(2022) | Variation(2022/2016)                        | Superficie(km2) | Densité(hab./km2) |
| -------------------- | ---------------- | ------------------------------------------- | --------------- | ----------------- |
| Les Abymes           | 51 760           | en évolution de −4,61 % par rapport à 2016  | 81,25           | 637               |
| Baie-Mahault         | 30 943           | en évolution de +0,24 % par rapport à 2016  | 46              | 672,7             |
| Le Gosier            | 27 205           | en évolution de +2,02 % par rapport à 2016  | 45,2            | 601,9             |
| Sainte-Anne          | 24 415           | en évolution de +0,7 % par rapport à 2016   | 80,29           | 304,1             |
| Petit-Bourg          | 24 299           | en évolution de +0,36 % par rapport à 2016  | 129,88          | 187,1             |
| Le Moule             | 22 924           | en évolution de +2,18 % par rapport à 2016  | 82,84           | 276,7             |
| Lamentin             | 18 437           | en évolution de +10,49 % par rapport à 2016 | 65,6            | 281,1             |
| Capesterre-Belle-Eau | 17 882           | en évolution de −5,5 % par rapport à 2016   | 103,3           | 173,1             |
| Sainte-Rose          | 17 494           | en évolution de −10,14 % par rapport à 2016 | 118,6           | 147,5             |
| Morne-à-l'Eau        | 15 839           | en évolution de −8,38 % par rapport à 2016  | 64,5            | 245,6             |
| Pointe-à-Pitre       | 14 855           | en évolution de −7,36 % par rapport à 2016  | 2,66            | 5 584,6           |
| Saint-François       | 13 249           | en évolution de +1,18 % par rapport à 2016  | 61              | 217,2             |
| Saint-Claude         | 10 432           | en évolution de +1,39 % par rapport à 2016  | 34,3            | 304,1             |
| Source : Insee.      |                  |                                             |                 |                   |

## Structures des variations de population

### Soldes naturels et migratoires depuis 1967
| Indicateurs démographiques                       | 1967 à1974 | 1974 à1982 | 1982 à1990 | 1990 à1999 | 1999 à2010 | 2010 à2015 | 2015 à2021 |
| ------------------------------------------------ | ---------- | ---------- | ---------- | ---------- | ---------- | ---------- | ---------- |
| Variation annuelle moyenne de la population en % | 0,5        | 0,1        | 1,4        | 1,0        | 0,4        | -0,3       | -0,6       |
| - due au solde naturel en %                      | 2,6        | 1,2        | 1,3        | 1,2        | '          | 0,6        | 0,3        |
| - due au solde apparent des entrées sorties en % | -2,1       | -1,1       | 0,1        | -0,1       | -0,5       | -0,8       | -0,9       |
| Taux de natalité en ‰                            | 34,9       | 17,9       | 19,0       | 17,6       | 15,8       | 13,0       |            |
| Taux de mortalité en ‰                           | 8,9        | 6,3        | 6,4        | 6,1        | 6,7        | 7,4        |            |
| Source : Insee.                                  |            |            |            |            |            |            |            |

### Mouvements naturels sur la période 2014-2022
En 2014, 5 001 naissances ont été dénombrées contre 3 290 décès. Le nombre annuel des naissances a diminué depuis cette date, passant à 4 218 en 2022, indépendamment à une augmentation, mais relativement faible, du nombre de décès, avec 4 041 en 2022. Le solde naturel est ainsi positif et diminue, passant de 1 711 à 177.
Le graphique qui aurait dû être présenté ici ne peut pas être affiché car il utilise l'ancienne extension Graph, désactivée pour des questions de sécurité. Des indications pour créer un nouveau graphique avec la nouvelle extension Chart sont disponibles ici.

## Densité de population
En 2021, la densité était de 236,0 hab./km2.
| 1967 |  | 187.5 |  |

| 1974 |  | 194.0 |  |

| 1982 |  | 194.8 |  |

| 1990 |  | 217.0 |  |

| 1999 |  | 237.4 |  |

| 2010 |  | 247.7 |  |

| 2015 |  | 244.4 |  |

| 2021 |  | 236.0 |  |

## Répartition par sexes et tranches d'âges
La population du département est plus âgée qu'au niveau national.
En 2021, le taux de personnes d'un âge inférieur à 30 ans s'élève à 33,4 %, soit en dessous de la moyenne nationale (35,1 %). À l'inverse, le taux de personnes d'âge supérieur à 60 ans est de 27,7 % la même année, alors qu'il est de 26,6 % au niveau national.
En 2021, le département comptait 176 427 hommes pour 207 888 femmes, soit un taux de 54,09 % de femmes, largement supérieur au taux national (51,61 %).
Les pyramides des âges du département et de la France s'établissent comme suit.
| Hommes | Classe d’âge | Femmes |
| ------ | ------------ | ------ |
| 0,8    | 90 ou +      | 1,5    |
| 7,1    | 75-89 ans    | 8,5    |
| 18,9   | 60-74 ans    | 18,6   |
| 22,4   | 45-59 ans    | 23,8   |
| 14,2   | 30-44 ans    | 17,1   |
| 17,4   | 15-29 ans    | 15     |
| 19,2   | 0-14 ans     | 15,6   |

| Hommes | Classe d’âge | Femmes |
| ------ | ------------ | ------ |
| 0,7    | 90 ou +      | 1,9    |
| 7,0    | 75-89 ans    | 9,5    |
| 16,6   | 60-74 ans    | 17,5   |
| 20,0   | 45-59 ans    | 19,5   |
| 18,8   | 30-44 ans    | 18,3   |
| 18,3   | 15-29 ans    | 16,7   |
| 18,6   | 0-14 ans     | 16,7   |

## Répartition par catégories socioprofessionnelles
La catégorie socioprofessionnelle des autres personnes sans activité professionnelle est surreprésentée par rapport au niveau national. Avec 25,2 % en 2021, elle est 8,2 points au-dessus du taux national (17 %). La catégorie socioprofessionnelle des cadres et professions intellectuelles supérieures est quant à elle sous-représentée par rapport au niveau national. Avec 5,1 % en 2021, elle est 5 points en dessous du taux national (10,1 %).
| Catégorie socioprofessionnelle                    | 2015    | 2015 | 2021    | 2021 | Détails de l'année 2021 | Détails de l'année 2021 | Détails de l'année 2021            | Détails de l'année 2021            | Détails de l'année 2021            |
| Catégorie socioprofessionnelle                    | Nb      | %    | Nb      | %    | Hommes                  | Femmes                  | Part en % de la population âgée de | Part en % de la population âgée de | Part en % de la population âgée de |
| Catégorie socioprofessionnelle                    | Nb      | %    | Nb      | %    | Hommes                  | Femmes                  | 15 à 24 ans                        | 25 à 54 ans                        | 55 ans ou +                        |
| ------------------------------------------------- | ------- | ---- | ------- | ---- | ----------------------- | ----------------------- | ---------------------------------- | ---------------------------------- | ---------------------------------- |
| Agriculteurs exploitants                          | 3 038   | 1,0  | 2 667   | 0,8  | 2 164                   | 503                     | 0,1                                | 1,0                                | 0,9                                |
| Artisans, commerçants, chefs d'entreprise         | 16 528  | 5,2  | 16 307  | 5,1  | 10 885                  | 5 421                   | 0,7                                | 7,4                                | 4,3                                |
| Cadres et professions intellectuelles supérieures | 15 048  | 4,7  | 16 417  | 5,1  | 7 790                   | 8 627                   | 0,7                                | 8,6                                | 3,2                                |
| Professions intermédiaires                        | 38 113  | 12,0 | 40 088  | 12,5 | 15 204                  | 24 885                  | 5,6                                | 21,3                               | 6,2                                |
| Employés                                          | 60 692  | 19,0 | 57 021  | 17,8 | 14 152                  | 42 868                  | 11,2                               | 27,7                               | 10,4                               |
| Ouvriers                                          | 34 846  | 10,9 | 31 304  | 9,8  | 25 107                  | 6 197                   | 7,1                                | 14,7                               | 5,9                                |
| Retraités                                         | 71 124  | 22,3 | 76 073  | 23,7 | 34 374                  | 41 699                  | 0,0                                | 0,4                                | 53,9                               |
| Autres personnes sans activité professionnelle    | 79 418  | 24,9 | 80 659  | 25,2 | 33 885                  | 46 774                  | 74,6                               | 19,0                               | 15,2                               |
| Ensemble                                          | 318 807 | 100  | 320 535 | 100  | 143 561                 | 176 974                 | 100                                | 100                                | 100                                |
| Sources : Insee,.                                 |         |      |         |      |                         |                         |                                    |                                    |                                    |